# Brahmanbaria (district)
Pour la ville, voir Brahmanbaria.
Brahmanbaria est un district du Bangladesh. Il est situé dans la division de Chittagong. La ville principale est Brahmanbaria.

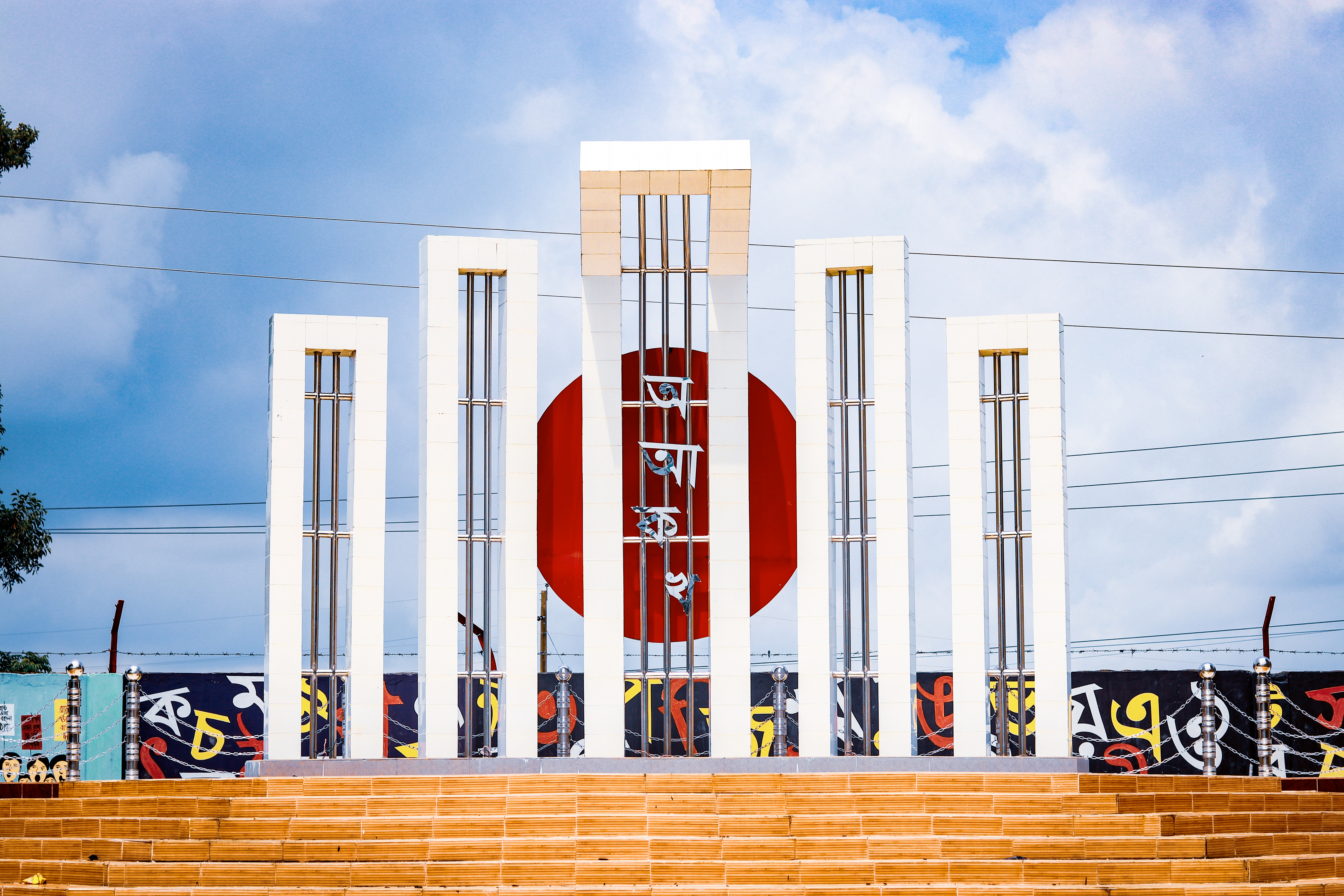
Shahid Minar, Collège universitaire Kazi Mohammad Shafiqul Islam, Brahmanbaria